# Schmidt (Nideggen)
Schmidt ist der größte Stadtteil der nordrhein-westfälischen Stadt Nideggen im Kreis Düren, Regierungsbezirk Köln. Bis 1971 gehörte Schmidt als eigenständige Gemeinde zum danach aufgelösten Kreis Monschau und dieser zum ebenfalls aufgelösten Regierungsbezirk Aachen (siehe Aachen-Gesetz).

## Lage
Schmidt liegt südwestlich von Nideggen auf einer Hochebene, welches von den Ausläufern des Hohen Venns im Westen und dem Rurtal im Osten begrenzt wird. Schmidt liegt in der Rureifel und im Nationalpark Eifel auf etwa 480 m ü. NHN. An Schmidt grenzt die zweitgrößte deutsche Talsperre, die Rurtalsperre.
Rund um den Ort liegen Brück, Heimbach, Strauch (Gemeinde Simmerath) und Vossenack (Gemeinde Hürtgenwald).
Schmidt besteht aus Eschauel, dem Ober- und Unterdorf, Harscheidt, Froitscheidt, Kommerscheidt, Scheidtbaum, Klaus und dem Gerstenhof.

## Geschichte
Die ersten Besiedlungsspuren gehen in die Römerzeit bis etwa 100 n. Chr. zurück. Es wird davon ausgegangen, dass eine römische Verbindungsstraße von Monschau nach Trier an dieser Stelle vorbeiführte. Die erste urkundliche Erwähnung des Ortsteils Froitscheidt fand am 12. Mai 1351 statt. Auf den 4. Oktober 1487 ist ein Pachtvertrag mit dem Wilhelm Lunynk (Jülich-Bergischer Kanzler) datiert. Darin ist Schmidt noch als Dierscheidt bezeichnet.
Im Zweiten Weltkrieg wurden von Oktober 1944 bis Februar 1945 im Raum Schmidt bei der Schlacht im Hürtgenwald heftige Kämpfe ausgetragen.
Am 1. Januar 1972 wurde Schmidt in die neue Stadt Nideggen eingemeindet (Aachen-Gesetz). Nach dem Urteil des Oberverwaltungsgerichts vom 4. August 1972 verblieb Schmidt bei Nideggen, dem die Bezeichnung Stadt aberkannt wurde.

## Schule, Kindergarten
Im Ort befindet sich der zweigruppige Kindergarten St. Hubertus mit 50 Plätzen, das Familienzentrum & Kindertageseinrichtung Rappelkiste, ebenfalls mit 50 Plätzen sowie die katholische Grundschule Schmidt.
| Name:                                 | Entfernung |
| ------------------------------------- | ---------- |
| Sekundarschule Kreuzau/Nideggen       | 9 km       |
| Franziskusgymnasium in Vossenack      | 12 km      |
| Sekundarschule Nordeifel in Simmerath | 13 km      |
| Förderschule Eicherscheid             | 16 km      |
| Gesamtschule Kreuzau                  | 16 km      |
| St.-Michael-Gymnasium in Monschau     | 20 km      |
| Privatschule Conventz in Roetgen      | 20 km      |
| Burgau-Gymnasium Düren                | 21 km      |
| Realschule in Schleiden               | 27 km      |

## Kirche
Die Pfarrkirche St. Hubertus wurde bei der Allerseelenschlacht im Jahre 1944, wie auch der ganze Ort, stark zerstört. Sie ist nach dem Krieg mit Hilfe von Spenden aus den Schmuggelgewinnen mit Kaffee wieder aufgebaut worden. Im Volksmund wird sie Schmugglerkirche St. Mokka genannt.

## Verkehr

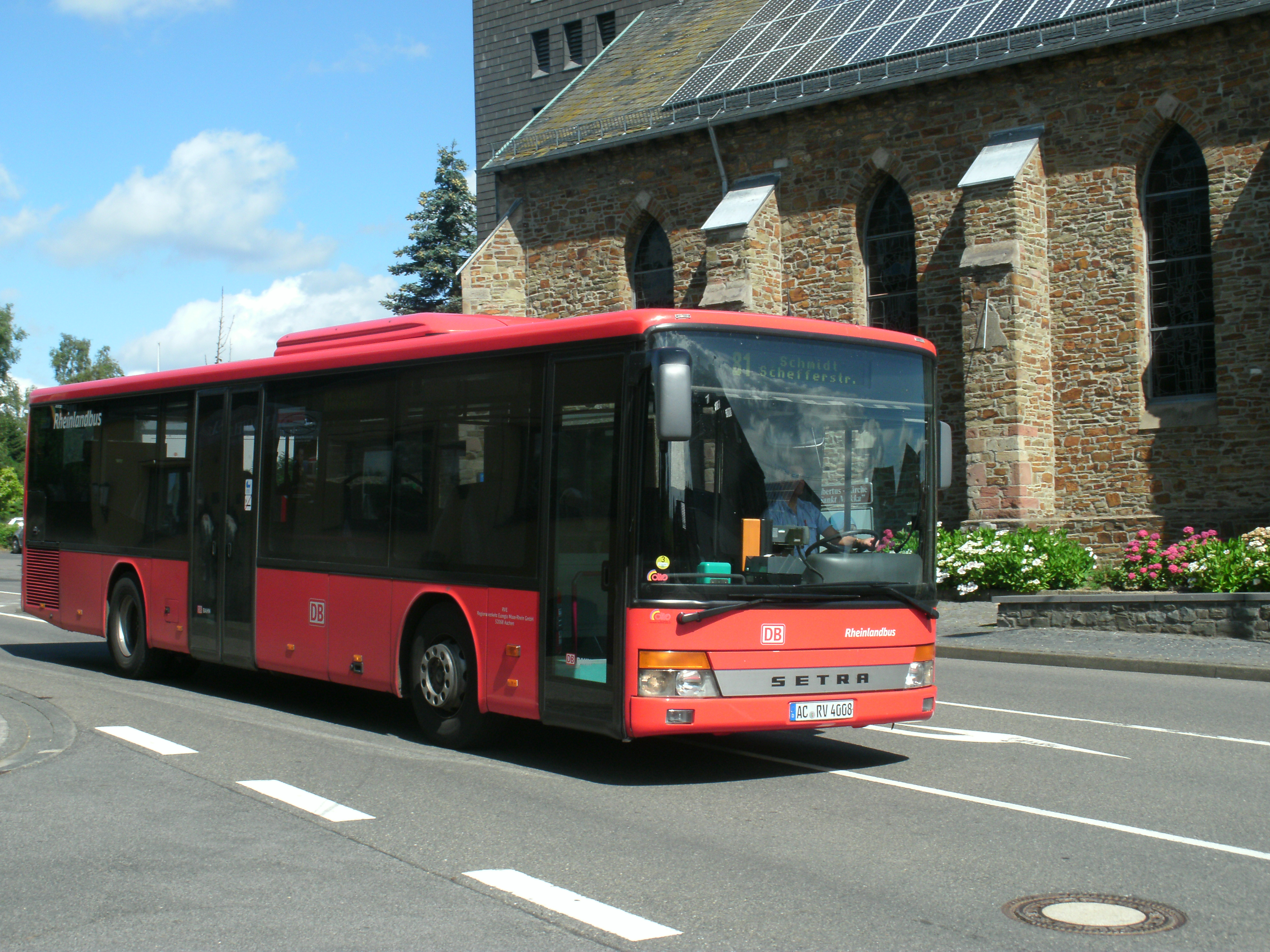
Linienbus (Linie 81) der DB Rheinlandbus an der Kirche in Schmidt

Schmidt ist über die Landesstraßen 246 und 218 zu erreichen. Von Brück, von Heimbach und vom Kalltal aus Richtung Vossenack führen diese in Serpentinen zum Ort hoch. Die L 246 als Hauptverkehrsstraße teilt den Ort stellenweise.
Busse der Rurtalbus (Linie 210 und zeitweise Linie 286) und der ASEAG (Linie 88 und Linie SB88) durchfahren den Ort. „Mäxchen“ heißt eine Buslinie des Rurtalbus, welche jeweils samstags, sonntags und an Feiertagen während der Saison verkehrt. Bis zum 31. Dezember 2019 wurden die Linie 210 und das Mäxchen von der Dürener Kreisbahn betrieben.
| Linie   | Betreiber | Verlauf |
| ------- | --------- | --- |
| 88      | ASEAG     | Schmidt – Steckenborn – Strauch – Kesternich – Simmerath Eifelklinik – Simmerath Bushof |
| 210     | Rurtalbus | (Düren Bf/ZOB – StadtCenter – Kaiserplatz – Krauthausen – Niederau –) Kreuzau – (Drove –) Boich – Nideggen – Brück – Schmidt |
| 286     | Rurtalbus | Düren Bf/ZOB – StadtCenter – Kaiserplatz – Rölsdorf – Birgel – Gey (– Horm / Straß) – Großhau – Kleinhau – (Brandenberg – Bergstein –) Hürtgen – Vossenack (– Schmidt)                                                            |
| SB88    | ASEAG     | Schnellbus: Nideggen – Brück – Schmidt – Strauch – (Kesternich –) Simmerath |
| Mäxchen | Rurtalbus | Heimbach Bf → (Abtei Mariawald → Kermeter) / Hasenfeld → Schwammenauel (Staumauer) → (Schmidt Wildpark → Schwammenauel (Staumauer) →) Hasenfeld → Heimbach Bf (nur samstags, sonn- und feiertags von Karfreitag bis 01. November) |

Am Rursee, unterhalb von Schmidt, befindet sich die Anlegestelle Eschauel der Rursee-Schifffahrt.
Von 1922 bis 1926 führte das Eifelrennen durch den Ort.

## Tourismus

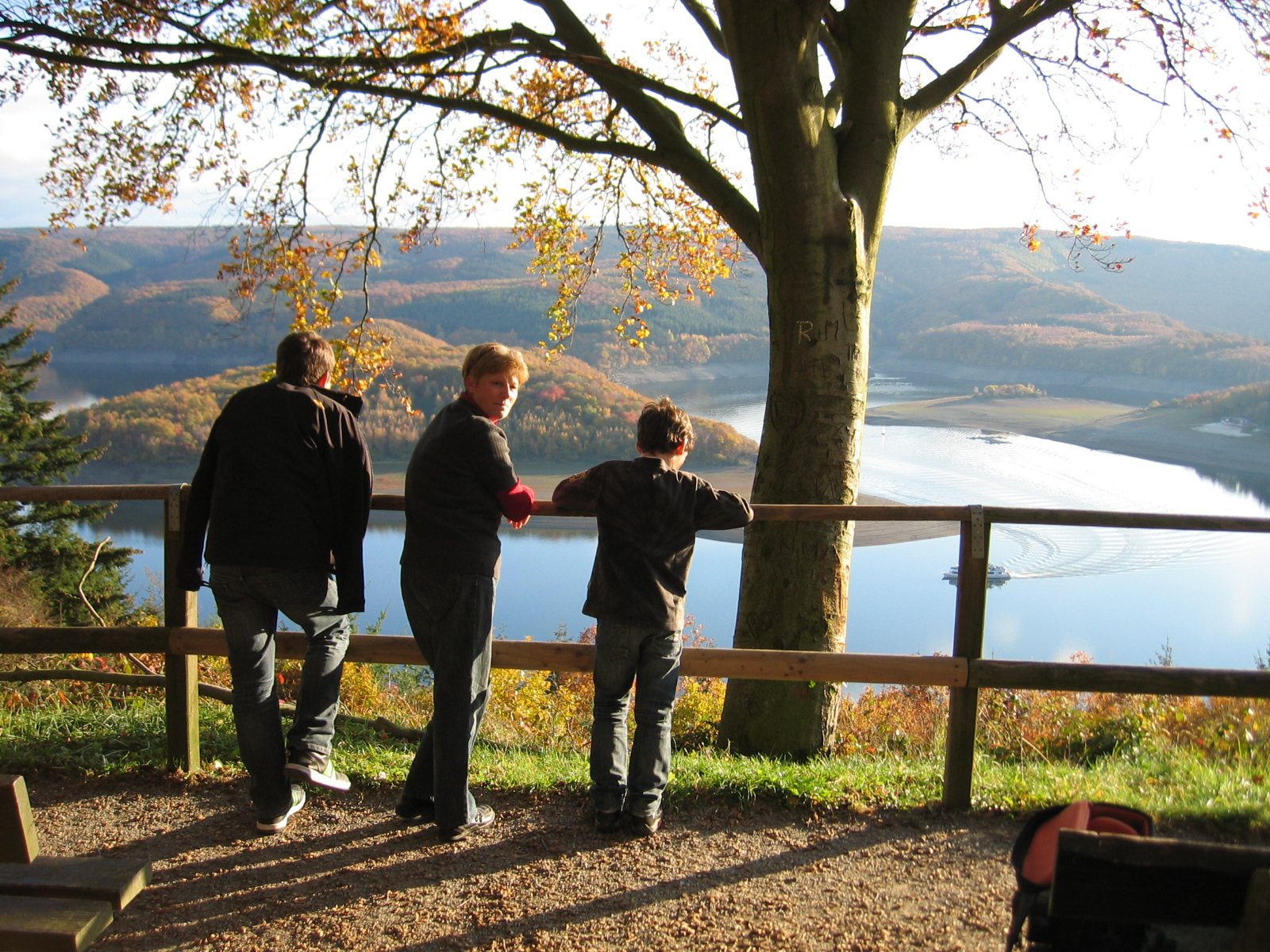
Aussichtspunkt „schöne Aussicht“ in Schmidt

Der Ort hat sich von einer landwirtschaftlich geprägten Gemeinde zu einem Tourismusort gewandelt. Hotels und Fremdenpensionen bieten Übernachtungsmöglichkeiten. Am Ortsrand befindet sich die Jugendstätte Rursee mit Übernachtungs- und Tagungsmöglichkeiten für etwa 180 Personen.
Schmidt hat das einzige Strandbad am Hauptsee des Rursees im Kreis Düren, den Sonnenstrand Eschauel. Die Straße dorthin fällt von der Ortsmitte bis zu dem am Seeufer entlang führenden Weg auf knapp 1,5 km um etwa 140 m ab.
Ein umfangreiches, gut beschildertes Wegenetz ist ideal für Wanderer und Radfahrer. Bekannt ist der Aussichtspunkt Schöne Aussicht hoch über dem Rursee.
Seit 1968 zeigt der Wildpark Schmidt auf etwa 23 ha Fläche rund 250 Tiere. Hauptsächlich sind dort Rotwild, Damwild, Wildschweine und Europäische Mufflons zu sehen.

## Persönlichkeiten
- Joseph Heinrich Peter Vogt (1865–1937), erster Bischof des Bistums Aachen
- Friedrich Kurth (1898–1952), preußischer Verwaltungsbeamter und Landrat
- Annette Besgen (* 1958), Künstlerin
- Pia Stutzenstein (* 1989), Schauspielerin